# Physical (Dua Lipa)
Physical è un singolo della cantante britannica Dua Lipa, pubblicato il 31 gennaio 2020 come secondo estratto dal secondo album in studio Future Nostalgia.

## Pubblicazione

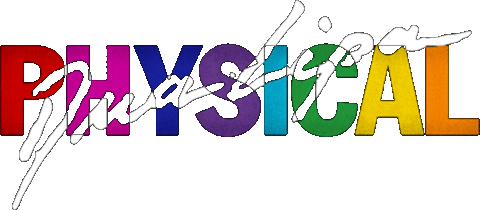
Logo alternativo di Physical

L'artista ha annunciato l'uscita del brano il 24 gennaio 2020 sui suoi profili social. La copertina raffigura Dua Lipa in una posizione contorta, con un braccio sulla parete e l'altro vicino alla bocca. Il 6 marzo 2020 è stato diffuso un video del singolo a tema allenamento.

## Descrizione
Physical, che contiene un'interpolazione della celebre canzone omonima di Olivia Newton-John, è composto in tonalità di La minore ed ha un tempo di 147 battiti per minuto. La cantante l'ha definito ispirato alla musica anni ottanta e al film Flashdance, nonché «un brano divertente, da ballare ed il più pazzo delle mie canzoni ad alta energia».

## Promozione
Dua Lipa si è esibita con il brano per la prima volta al Sydney Gay and Lesbian Mardi Gras il 29 febbraio 2020.

## Accoglienza
Cerys Kenneally di Line of Best Fit ha accolto positivamente il brano, definendolo «un pezzo forte». Secondo Althea Legaspi di Rolling Stone, invece, Physical è «perfetta per i club», affermando che la cantante ha emulato gli stessi sentimenti di Olivia Newton-John nella canzone dallo stesso nome pubblicata nel 1981. Scrivendo per Stereogum, James Rettig ha notato la somiglianza tra i due singoli, aggiungendo che «il brano di Lipa fa chiaramente un richiamo alla canzone pop più celebre di sempre intitolata Physical».
Riconoscimenti di fine anno
- 8º — The Guardian[31]

## Video musicale
Il video musicale è stato reso disponibile in concomitanza con l'uscita del singolo. È stato diretto da Lope Serrano e girato a Barcellona, nei pressi della Fira de Barcelona. Il concetto del video è basato su Ordine e pulizia, un diagramma degli artisti svedesi Peter Fischli e David Weiss che raggruppa i quattro concetti universali più importanti: esistenza, emozioni, animali e materia. Il regista ha incorporato i concetti nel video, abbinandoli a quattro colori primari e intersecandoli all'interno delle scene. Si è inoltre congratulato con Dua Lipa per essere «disponibile a esplorare un concetto e capirlo fino in fondo».
Un teaser, anch'esso diretto da Serrano, è stato pubblicato in anticipazione del video. Mostra la cantante mentre risolve un cubo di Rubik e osserva fuori dalla finestra di un appartamento. Il 21 febbraio 2020 ne è stata pubblicata il director's cut, con l'aggiunta del teaser nel videoclip.

### Sinossi
Il video inizia con Dua Lipa che interagisce con un ballerino in una stanza con luci soffuse di colore rosso, per poi estrarre il suo cuore attraverso un'animazione che riprende quella utilizzata negli anime. I due danzano energicamente insieme ad altri ballerini, muovendosi attraverso una serie di sezioni divise per colore: rosso, giallo, blu, verde e arcobaleno. Ogni ballerino indossa abiti multicolore che presentano termini come "valvola", "candela", "limousine" e nomi di animali in relazione a ciò che ciascuna stanza rappresenta. Lipa indossa una canotta disegnata da Helmut Lang e jeans dal taglio dritto, che cambiano continuamente colore durante il video. Insegue un uccello animato in diverse scene, e in seguito stende il braccio verso un ballerino in una scena resa anche animata. L'ultima sezione è quella arcobaleno, nella quale i ballerini salgono su un palco e circondano la cantante, con addosso un abito nero firmato Yves Saint Laurent. Il regista ha dichiarato che la scena rappresenta un orgasmo, «il nucleo della mappa» e il «centro dell'esistenza».

### Accoglienza
Bianca Betancourt di Harper's Bazaar ha elogiato la combinazione nel video tra grafica e musica. Kyle Munzenrieder, per W, l'ha paragonato a quelli di Biology delle Girls Aloud e Say My Name delle Destiny's Child mentre Kaylie Ramirez di The Heights ha lodato la sua «straordinaria grafica in stile anime» e gli «elementi stravaganti» del set.

### Video workout
Il 6 marzo 2020 è stato diffuso un videoclip a tema workout ispirato agli anni ottanta, diretto da Daniel Carberry, insieme a merce a tema acquistabile sul sito web della cantante. Lipa l'aveva anticipato sui social media con diverse immagini promozionali ed una copertina VHS.

#### Sinossi
Il video ha inizio con Dua Lipa, in un body giallo, che si presenta come istruttrice di Physical: Get Fit in Under 6. Inizia la lezione di aerobica con un esercizio di respirazione presentando i partecipanti e, durante l'allenamento, incoraggia gli altri componenti della classe. Il video presenta varie grafiche neon in stile anni ottanta ed effetti visivi technicolor.

#### Accoglienza
Guy Pewsey di Grazia ha affermato che ha superato Physical di Newton-John e Call on Me di Eric Prydz diventando «senza dubbio il video musicale a tema fitness più iconico di tutti i tempi». Robin Murray di Clash l'ha descritto come un omaggio agli «anni gloriosi dei video di allenamento», mentre Steve Holden, per Newsbeat, ha affermato che con il video Lipa ha contribuito a far riemergere l'ispirazione degli anni ottanta nella musica pop, definendolo «un colorato omaggio» alle lezioni di aerobica televisive dell'epoca. Per il New York Times, Joe Coscarelli ha notato la rilevanza del video durante la pandemia di COVID-19.

## Tracce
Testi e musiche di Dua Lipa, Jason Evigan, Clarence Coffee Jr. e Sarah Hudson.
Download digitale, streaming – 1ª versione
1. Physical – 3:13

Download digitale, streaming (remix)
1. Physical (Alok Remix) – 3:09

Download digitale, streaming (EP remix)
1. Physical (Ofenbach Remix) – 2:53
2. Physical (Alok Remix) – 3:09
3. Physical (Claptone Remix) – 3:09
4. Physical (Erika de Casier Remix) – 3:08
5. Physical (Leo Zero Disco Remix) – 4:16
6. Physical (feat. Hwa Sa) – 3:13

Download digitale, streaming – 2ª versione
1. Physical – 3:12

## Formazione
Musicisti
- Dua Lipa – voce
- Clarence Coffee Jr. – cori
- Sarah Hudson – cori
- Todd Clark – cori
- Jason Evigan – batteria, sintetizzatore
- Koz – batteria, sintetizzatore
- Lorna Blackwood – programmazione

Produzione
- Jason Evigan – produzione
- Koz – produzione
- Chris Gehringer – mastering
- Matty Green – missaggio

## Remix
Il 18 marzo 2020 è stato pubblicato un remix che conta la partecipazione della cantante sudcoreana Hwa Sa, membro del girl group Mamamoo.

### Descrizione
Nel remix Hwa Sa canta il primo verso e il primo ritornello quasi completamente in lingua coreana, mentre il secondo verso di Lipa rimane uguale; le due poi cantano insieme nel bridge, alternando le lingue.

### Accoglienza
Forbes ha descritto la voce di Hwa Sa come «seducente», definendo il remix «una delle collaborazioni pop/k-pop più naturali degli ultimi tempi».

### Tracce
1. Physical (feat. Hwa Sa) – 3:13

## Successo commerciale
Nella classifica britannica dei singoli, oltre a risultare la seconda entrata più alta nella pubblicazione del 13 febbraio 2020, Physical ha esordito al numero 12 nella sua prima settimana d'uscita grazie a 29 700 unità di vendita. Nella sua nona settimana di permanenza in classifica e in seguito alla pubblicazione di Future Nostalgia, il brano è salito alla 3ª posizione dopo aver venduto 44 921 unità, regalando all'interprete la sua ottava top ten nella Official Singles Chart. In Italia il brano è stato il 14º più trasmesso dalle radio nel 2020.

## Classifiche

### Classifiche settimanali
| Classifica (2020) | Posizione massima |
| ----------------- | ----------------- |
| Argentina         | 89                |
| Australia         | 9                 |
| Austria           | 13                |
| Belgio (Fiandre)  | 3                 |
| Belgio (Vallonia) | 2                 |
| Bulgaria          | 1                 |
| Canada            | 54                |
| Corea del Sud     | 127               |
| Croazia           | 1                 |
| Estonia           | 10                |
| Finlandia         | 8                 |
| Francia           | 30                |
| Germania          | 14                |
| Grecia            | 9                 |
| Irlanda           | 2                 |
| Islanda           | 25                |
| Italia            | 18                |
| Lettonia          | 14                |
| Libano            | 1                 |
| Lituania          | 6                 |
| Nuova Zelanda     | 16                |
| Norvegia          | 21                |
| Paesi Bassi       | 15                |
| Polonia           | 1                 |
| Portogallo        | 24                |
| Regno Unito       | 3                 |
| Repubblica Ceca   | 13                |
| Romania           | 6                 |
| Russia            | 7                 |
| Singapore         | 17                |
| Slovacchia        | 10                |
| Slovenia          | 3                 |
| Spagna            | 24                |
| Stati Uniti       | 60                |
| Svezia            | 42                |
| Svizzera          | 15                |
| Ucraina           | 53                |
| Ungheria          | 7                 |

### Classifiche di fine anno
| Classifica (2020) | Posizione |
| ----------------- | --------- |
| Australia         | 51        |
| Austria           | 44        |
| Belgio (Fiandre)  | 13        |
| Belgio (Vallonia) | 16        |
| Bulgaria          | 4         |
| Croazia           | 11        |
| Francia           | 66        |
| Germania          | 48        |
| Irlanda           | 25        |
| Italia            | 97        |
| Paesi Bassi       | 69        |
| Polonia           | 7         |
| Portogallo        | 75        |
| Regno Unito       | 19        |
| Romania           | 24        |
| Russia            | 49        |
| Slovenia          | 8         |
| Spagna            | 75        |
| Svizzera          | 46        |
| Ungheria          | 29        |
| Classifica (2021) | Posizione |
| Russia            | 186       |